# Rolin-Meister
Als Rolin-Meister oder Meister des Jean Rolin wird ein in Burgund und in Paris wirkender Buchmaler bezeichnet, dessen Tätigkeit um 1440 bis 1465 nachweisbar ist. Der namentlich nicht bekannte Künstler erhielt seinen Notnamen nach zwei Missalien, heute in der Stadtbibliothek Autun und in der Stadtbibliothek Lyon, die er für den Kardinal Jean Rolin II. illustrierte.
Weiter werden ihm Arbeiten im Brüsseler Horologium sapientiae und einer Ausgabe des Büchleins der ewigen Wahrheit von Heinrich Seuse zugeschrieben.
Alle Versuche, eine detailliertere Biographie des Künstlers zu erstellen, blieben bis heute umstritten. Auch sein Œuvre ist nicht mit letzter Sicherheit eingegrenzt.